# 鳥居清秀 (2代目)
二代目 鳥居清秀（にだいめ とりい きよひで、生没年不詳）は、明治時代の浮世絵師。

## 来歴
二代目鳥居清満の門人。作画期は明治のころで森田座の番付を描く。